# 2023–2024-es Tipos Extraliga-szezon
A 2023–2024-es Tipos Extraliga-szezon Szlovákia első osztályú jégkorongbajnokságának, a Tipos Extraligának a harmincegyedik szezonja. A 2022–2023-as szezon rájátszásának a győztese a HC Košice volt. A másodosztályú TIPOS Slovenská hokejová ligából feljutó csapat a HC 19 Humenné volt, aminek 2019 alapítása óta ez az első szezonja a szlovák élvonalban.

## Lebonyolítás
A Tipos Extraliga szezonja két szakaszból áll. Az alapszakasz szeptemberben kezdődik, a rájátszás márciusban.

### Alapszakasz
Az alapszakaszban jelenleg 12 csapat versenyez, mindegyik csapat 50 fordulót játszik, 2-2 meccset mindegyik csapattal otthon és idegenben. A karácsonyi időszakban, a 28-33. fordulóban a csapatok regionális fordulókat tartanak, ahol 3 regionális csoportba van sorolva 4-4 csapat, mindegyik csapat a másik 3 régiós csapattal 1-1 meccset játszik otthon és idegenben.
A csapatok elosztása a regionális fordulókban: 
- Nyugati Regionális Csoport (HC Slovan Bratislava, HK Nitra, HK Dukla Trenčín, HC Mikron Nové Zámky)
- Központi Regionális Csoport (HKM Zvolen, MHk 32 Liptovský Mikuláš, HC '05 Banská Bystrica, HK Poprad)
- Keleti Regionális Csoport (HK Spišská Nová Ves, HC Košice, HC 19 Humenné, HK Dukla Ingema Michalovce)

Az utolsó, 49. és 50. fordulót mind egy időben tartják meg.
Az alapszakaszban legtöbb pontot elérő csapat a Dušan Pašek-kupát nyeri el.

### Rájátszás
A rájátszásba az alapszakasz tabelláján az 1-10 helyen végző csapat vehet részt. Az 1-6. helyezett csapatok közvetlenül negyeddöntő fordulójába kerülnek, a 7-10. helyezett csapatok a negyeddöntőbe jutásért játszanak kvalifikációs meccseket, a 7. helyezett a 10. helyezettel és a 8. a 9. helyezettel. A kvalifikációs meccsek 3 győztes meccsig zajlanak, legfeljebb 5 fordulóig, a kvalifikációs fordulók két győztese kerülhet a rájátszás negyeddöntőjébe. Az alapszakasz végén a tabella 12. helyen szereplő csapata automatikusan a másodosztályú TIPOS Slovenská hokejová liga bajnokságba kerül, míg a következő szezonban a Szlovák 1. Liga rájátszásának győztese felkerül a Tipos Extraligába. Az alapszakasz 11. helyezett csapata nem kerül a másodosztályú bajnokságba, de a rájátszásban sem vehet részt. A rájátszásban kiesés alapon folytatódik a küzdelem a bajnoki címért. A nyolc csapatot az alapszakasz utáni helyezések alapján sorolják párosokba (a legerősebb a leggyengébbel). A továbbjutáshoz, illetve a döntőben a bajnoki cím megszerzéséhez négy győzelem kell. A rájátszás győztese a Vladimír Dzurilla-kupát nyeri el. Az alapszakasz győztese és a bajnok indulhat a következő szezon Jégkorong Bajnokok Ligája kiírásában.

### Játékszabályok
A 2006–07-es szezontól az alapszakasz mérkőzései nem érhetnek véget döntetlennel, a rendes játékidőt ilyen esetben ötperces hosszabbítás követi. Ha a hosszabbításban sem születik újabb gól, szétlövés következik, először öt játékossal mindkét csapatból, majd egyenlő számú találat esetén hirtelen halál dönt. Hosszabbítás vagy szétlövés után a rendes játékidő utáni eredményhez hozzáadnak egy gólt a győztes csapat javára. A rendes játékidőben megszerzett győzelemért három pont, a hosszabbításban szerzett győzelemért két pont, a hosszabbítás utáni vereségért egy pont, míg a rendes játékidő utáni vereségért nulla pont jár.

## Résztvevők
| Csapat (rövidítés) | Város            | Kerület                 | Stadion                         | Férőhely | Alapítás éve | Vezetőedző                                 |
| --- | ---------------- | ----------------------- | ------------------------------- | -------- | ------------ | ------------------------------------------ |
| HC Košice (KOS) (HC Kassa) | Kassa            | Kassai kerület          | Steel Aréna                     | 8 347    | 1962         | Dan Ceman                                  |
| HC Mikron Nové Zámky (NZA) (HC Mikron Érsekújvár) | Érsekújvár       | Nyitrai kerület         | Érsekújvári Téli Stadion        | 3 826    | 1965         | Karri Kivi                                 |
| HC '05 Banská Bystrica (BBY) (HC ’05 Besztercebánya) | Besztercebánya   | Besztercebányai kerület | Tipsport Aréna (Besztercebánya) | 3 016    | 1922         | Raimo Helminen                             |
| HC 19 Humenné (HUM) (HC 19 Homonna) | Homonna          | Eperjesi kerület        | Homonnai Jégcsarnok             | 3 150    | 2019         | Martin Štrba                               |
| HK Dukla Trenčín (TRE) (HK Dukla Trencsén) | Trencsén         | Trencséni kerület       | Pavol Demitra Jégcsarnok        | 6 150    | 1962         | Radivojevič Branko Bartovič Milan Ken Eddy |
| HK Nitra (NIT) (HK Nyitra) | Nyitra           | Nyitrai kerület         | Tipsport Aréna (Nyitra)         | 3 600    | 1926         | Antonín Stavjaňa                           |
| HK Poprad (POP) (HK Poprád) | Poprád           | Eperjesi kerület        | Poprádi Városi Jégcsarnok       | 4 233    | 1930         | Todd Bjorkstrand                           |
| HKM Zvolen (ZVO) (HKM Zólyom) | Zólyom           | Besztercebányai kerület | Zólyomi Jégcsarnok              | 5 345    | 1927         | Jamie Russell                              |
| MHk 32 Liptovský Mikuláš (LMI) (MHk 32 Liptószentmiklós) | Liptószentmiklós | Zsolnai kerület         | Liptószentmiklósi Jégcsarnok    | 3 680    | 1932         | Juraj Faith                                |
| HK Dukla Ingema Michalovce (MIC) (HK Dukla Ingema Nagymihály) | Nagymihály       | Kassai kerület          | Nagymihályi Jégcsarnok          | 4 000    | 1974         | Tomek Valtonen                             |
| HC Slovan Bratislava (SLO) (HC Slovan Pozsony) | Pozsony          | Pozsonyi kerület        | Ondrej Nepela Jégcsarnok        | 10 000   | 1921         | Peter Oremus                               |
| HK Spišská Nová Ves (SNV) (HK Igló) | Igló             | Kassai kerület          | Spiš Aréna                      | 4 300    | 1932         | Vlastimil Wojnar                           |
| Mikron Nové Zámky Dukla Trenčín Nitra Humenné Spišská Nová Ves Banská Bystrica Zvolen Poprad Košice Dukla Michalovce Liptovský Mikuláš Slovan Bratislava A 2023–24-es szezon résztvevői |                  |                         |                                 |          |              |                                            |

## Alapszakasz
|  | A csapat bejutott a rájátszásba                                  |
|  | A csapat kiesett a másodosztályú TIPOS Slovenská hokejová ligába |
|  | A csapat kvalifikációs fordulót játszik a rájátszásba jutásért   |

| Poz. | Csapat                     | LM | Gy | GY.H. | V.H. | V  | G       | P  |
| ---- | -------------------------- | -- | -- | ----- | ---- | -- | ------- | -- |
| 1.   | HK Poprad                  | 50 | 27 | 5     | 3    | 15 | 163:119 | 94 |
| 2.   | HK Dukla Ingema Michalovce | 50 | 27 | 4     | 1    | 18 | 167:121 | 90 |
| 3.   | HK Spišská Nová Ves        | 50 | 24 | 6     | 3    | 17 | 163:138 | 87 |
| 4.   | HC Košice                  | 50 | 24 | 2     | 5    | 19 | 147:117 | 81 |
| 5.   | HC Slovan Bratislava       | 50 | 21 | 5     | 4    | 20 | 157:160 | 77 |
| 6.   | HC ’05 Banská Bystrica     | 50 | 21 | 6     | 1    | 22 | 151:172 | 76 |
| 7.   | HKM Zvolen                 | 50 | 19 | 4     | 11   | 16 | 165:160 | 76 |
| 8.   | HK Nitra                   | 50 | 21 | 4     | 5    | 20 | 172:158 | 76 |
| 9.   | HK Dukla Trenčín           | 50 | 21 | 5     | 2    | 22 | 144:156 | 75 |
| 10.  | MHk 32 Liptovský Mikuláš   | 50 | 18 | 3     | 4    | 25 | 136:161 | 64 |
| 11.  | HC Mikron Nové Zámky       | 50 | 16 | 3     | 4    | 27 | 133:159 | 58 |
| 12.  | HC 19 Humenné              | 50 | 13 | 1     | 5    | 31 | 121:198 | 46 |

| Hazai | Vendég       | Vendég       | Vendég       | Vendég       | Vendég            | Vendég       | Vendég            | Vendég       | Vendég        | Vendég       | Vendég       | Vendég            |
| –     | BBY          | HUM          | KOS          | LMI          | MIC               | NIT          | NZA               | POP          | SLO           | SNV          | TRE          | ZVO               |
| ----- | ------------ | ------------ | ------------ | ------------ | ----------------- | ------------ | ----------------- | ------------ | ------------- | ------------ | ------------ | ----------------- |
| BBY   | –            | 6:4 4:3 b.u. | 3:2 b.u. 2:1 | 3:1 3:1      | 2:5 4:2           | 5:3 5:3      | 1:4 1:2           | 4:3 1:4      | 2:5 5:7       | 1:0 7:3      | 5:6 3:4      | 3:7 4:3           |
| HUM   | 2:3 4:5 b.u. | –            | 1:3 4:1      | 5:4 5:3      | 1:3 2:5           | 2:4 4:1      | 5:4 1:3           | 4:3 2:5      | 3:8 1:5       | 5:4 b.u. 1:3 | 3:1 0:4      | 2:5 3:0           |
| KOS   | 5:1 0:1      | 4:1 3:1      | –            | 5:1 4:1      | 4:5 2:3           | 4:3 1:3      | 5:1 1:4           | 4:2 2:3      | 4:1 4:1       | 5:1 1:2 b.u. | 4:5 h.u. 2:3 | 4:5 b.u. 4:0      |
| LMI   | 6:4 4:2      | 4:1 3:4      | 4:1 0:3      | –            | 2:1 2:4           | 5:3 3:1      | 3:6 2:1           | 4:2 1:4      | 3:2 b.u. 4:2  | 4:5 b.u. 3:2 | 2:3 2:5      | 4:3 h.u. 5:3      |
| MIC   | 0:4 6:4      | 7:2 1:5      | 2:3 1:2      | 6:1 6:1      | –                 | 2:4 4:2      | 2:1 1:4           | 4:1 3:2 h.u. | 2:1 b.u. 10:1 | 3:4 4:2      | 6:1 5:2      | 2:6 3:0           |
| NIT   | 10:1 3:5     | 6:2 5:2      | 0:4 1:3      | 2:8 5:4 h.u. | 3:2 h.u. 2:3 b.u. | –            | 2:6 5:2           | 2:4 2:5      | 1:4 7:1       | 3:2 1:3      | 6:3 4:1      | 3:9 5:1           |
| NZA   | 2:3 2:5      | 5:2 2:1 b.u. | 3:0 0:4      | 6:3 0:3      | 0:5 3:2           | 2:3 b.u. 1:5 | –                 | 1:4 1:4      | 2:1 2:5       | 1:2 3:5      | 7:2 3:5      | 2:5 4:5           |
| POP   | 2:0 6:1      | 1:2 6:0      | 7:2 4:2      | 2:1 h.u. 1:2 | 5:2 2:1           | 3:4 h.u. 3:2 | 3:6 1:6           | –            | 5:2 1:5       | 5:2 3:1      | 5:2 4:1      | 3:2 b.u. 2:1 h.u. |
| SLO   | 6:1 4:3 h.u. | 4:3 h.u. 7:2 | 1:4 4:5 h.u. | 3:1 5:2      | 2:8 1:2           | 2:5 3:5      | 5:2 5:3           | 7:2 2:4      | –             | 4:2 2:1      | 2:3 b.u. 5:2 | 2:5 2:4           |
| SNV   | 4:2 6:2      | 6:2 6:3      | 3:2 1:2 b.u. | 3:1 3:2      | 6:2 2:4           | 3:2 2:4      | 6:1 3:4           | 3:2 3:4 h.u. | 5:1 5:2       | –            | 3:1 2:3      | 4:3 h.u. 4:3 h.u. |
| TRE   | 4:1 3:0      | 4:1 9:2      | 1:4 1:4      | 1:6 3:1      | 4:1 0:5           | 1:4 6:5 b.u. | 3:2 h.u. 4:2      | 4:0 1:5      | 5:1 3:4       | 3:5 2:3 h.u. | –            | 4:3 h.u. 3:2      |
| ZVO   | 6:3 2:3 h.u. | 4:3 4:0      | 1:4 5:4      | 7:1 5:4 b.u. | 4:1 3:4           | 5:7 4:3 b.u. | 4:5 b.u. 4:3 h.u. | 1:5 3:4 h.u. | 3:5 3:1       | 3:2 3:2      | 0:2 1:2      | –                 |

A 2024. február 16-án megrendezett HK Dukla Trencín – HK Dukla Ingema Michalovce mérkőzést a kezdést követően technikai okokból meg kellett szakítani, ezért a ligagyűlés 0-5 vendéggyőzelmet rendelt el.
| Nyugati | Nyugati  | Nyugati | Nyugati  | Nyugati  | Központi | Központi | Központi | Központi | Központi | Keleti | Keleti | Keleti   | Keleti   | Keleti |
| Hazai   | Vendég   | Vendég  | Vendég   | Vendég   | Hazai    | Vendég   | Vendég   | Vendég   | Vendég   | Hazai  | Vendég | Vendég   | Vendég   | Vendég |
| –       | NIT      | NZA     | SLO      | TRE      | –        | BBY      | LMI      | POP      | ZVO      | –      | HUM    | KOS      | MIC      | SNV    |
| ------- | -------- | ------- | -------- | -------- | -------- | -------- | -------- | -------- | -------- | ------ | ------ | -------- | -------- | ------ |
| NIT     | –        | 3:2     | 2:0      | 6:0      | BBY      | –        | 5:0      | 1:4      | 3:2 b.u. | HUM    | –      | 2:5      | 0:1 h.u. | 6:3    |
| NZA     | 3:2 h.u. | –       | 2:3 h.u. | 1:4      | LMI      | 5:2      | –        | 1:2      | 4:3 b.u. | KOS    | 4:6    | –        | 1:2      | 2:3    |
| SLO     | 2:3 b.u. | 2:0     | –        | 3:2 h.u. | POP      | 2:3 h.u. | 2:3      | –        | 5:2      | MIC    | 4:0    | 3:0      | –        | 3:4    |
| TRE     | 3:5      | 4:1     | 3:4      | –        | ZVO      | 5:3      | 2:1      | 1:4      | –        | SNV    | 3:1    | 4:3 b.u. | 7:4      | –      |

## Rájátszás
|  | Kvalifikációs forduló | Kvalifikációs forduló    | Kvalifikációs forduló |                        |    | Negyeddöntők               | Negyeddöntők               | Negyeddöntők |  |  | Elődöntők | Elődöntők | Elődöntők |  |  | Döntő | Döntő | Döntő |  |
|  |                       |                          |                       |                        |    |                            |                            |              |  |  |           |           |           |  |  |       |       |       |  |
|  |                       |                          |                       |                        |    | 2.                         | HK Dukla Ingema Michalovce | 4            |  |  |           |           |           |  |  |       |       |       |  |
|  |                       |                          |                       |                        |    | 2.                         | HK Dukla Ingema Michalovce | 4            |  |  |           |           |           |  |  |       |       |       |  |
|  |                       |                          | 7.                    | HKM Zvolen             | 1  |                            |                            |              |  |  |           |           |           |  |  |       |       |       |  |
|  | 7.                    | HKM Zvolen               | 7.                    | HKM Zvolen             | 1  | 3                          |                            |              |  |  |           |           |           |  |  |       |       |       |  |
|  | 7.                    | HKM Zvolen               |                       |                        |    |                            |                            |              |  |  |           |           |           |  |  |       |       |       |  |
|  | 10.                   | MHk 32 Liptovský Mikuláš | 2                     |                        |    |                            |                            |              |  |  |           |           |           |  |  |       |       |       |  |
|  | 10.                   | MHk 32 Liptovský Mikuláš | 2                     |                        | 2. | HK Dukla Ingema Michalovce | 2                          |              |  |  |           |           |           |  |  |       |       |       |  |
|  |                       |                          |                       |                        |    |                            |                            |              |  |  |           |           |           |  |  |       |       |       |  |
|  |                       |                          | 8.                    | HK Nitra               | 4  |                            |                            |              |  |  |           |           |           |  |  |       |       |       |  |
|  | 8.                    | HK Nitra                 | 8.                    | HK Nitra               | 4  | 3                          |                            |              |  |  |           |           |           |  |  |       |       |       |  |
|  | 8.                    | HK Nitra                 |                       |                        |    |                            |                            |              |  |  |           |           |           |  |  |       |       |       |  |
|  | 9.                    | HK Dukla Trenčín         | 2                     |                        |    |                            |                            |              |  |  |           |           |           |  |  |       |       |       |  |
|  | 9.                    | HK Dukla Trenčín         | 2                     |                        | 1. | HK Poprad                  | 2                          |              |  |  |           |           |           |  |  |       |       |       |  |
|  |                       |                          |                       |                        | 1. | HK Poprad                  | 2                          |              |  |  |           |           |           |  |  |       |       |       |  |
|  |                       |                          | 8.                    | HK Nitra               | 4  |                            |                            |              |  |  |           |           |           |  |  |       |       |       |  |
|  |                       |                          |                       | HK Nitra               | 4  |                            |                            |              |  |  |           |           |           |  |  |       |       |       |  |
|  |                       |                          |                       |                        |    |                            |                            |              |  |  |           |           |           |  |  |       |       |       |  |
|  |                       |                          |                       |                        |    |                            |                            |              |  |  |           |           |           |  |  |       |       |       |  |
|  |                       | 8.                       | HK Nitra              | 4                      |    |                            |                            |              |  |  |           |           |           |  |  |       |       |       |  |
|  |                       |                          |                       |                        |    |                            |                            |              |  |  |           |           |           |  |  |       |       |       |  |
|  |                       |                          | 3.                    | HK Spišská Nová Ves    | 0  |                            |                            |              |  |  |           |           |           |  |  |       |       |       |  |
|  |                       |                          |                       | HK Spišská Nová Ves    | 0  |                            |                            |              |  |  |           |           |           |  |  |       |       |       |  |
|  |                       |                          |                       |                        |    |                            |                            |              |  |  |           |           |           |  |  |       |       |       |  |
|  |                       |                          |                       |                        |    |                            |                            |              |  |  |           |           |           |  |  |       |       |       |  |
|  |                       | 3.                       | HK Spišská Nová Ves   | 4                      |    |                            |                            |              |  |  |           |           |           |  |  |       |       |       |  |
|  |                       |                          |                       | 4                      |    |                            |                            |              |  |  |           |           |           |  |  |       |       |       |  |
|  |                       |                          | 6.                    | HC ’05 Banská Bystrica | 0  |                            |                            |              |  |  |           |           |           |  |  |       |       |       |  |
|  |                       |                          |                       | HC ’05 Banská Bystrica | 0  |                            |                            |              |  |  |           |           |           |  |  |       |       |       |  |
|  |                       |                          |                       |                        |    |                            |                            |              |  |  |           |           |           |  |  |       |       |       |  |
|  |                       |                          |                       |                        |    |                            |                            |              |  |  |           |           |           |  |  |       |       |       |  |
|  |                       | 3.                       | HK Spišská Nová Ves   | 4                      |    |                            |                            |              |  |  |           |           |           |  |  |       |       |       |  |
|  |                       |                          |                       |                        |    |                            |                            |              |  |  |           |           |           |  |  |       |       |       |  |
|  |                       |                          | 4.                    | HC Košice              | 3  |                            |                            |              |  |  |           |           |           |  |  |       |       |       |  |
|  |                       |                          |                       | HC Košice              | 3  |                            |                            |              |  |  |           |           |           |  |  |       |       |       |  |
|  |                       |                          |                       |                        |    |                            |                            |              |  |  |           |           |           |  |  |       |       |       |  |
|  |                       |                          |                       |                        |    |                            |                            |              |  |  |           |           |           |  |  |       |       |       |  |
|  |                       | 4.                       | HC Košice             | 4                      |    |                            |                            |              |  |  |           |           |           |  |  |       |       |       |  |
|  |                       |                          |                       | 4                      |    |                            |                            |              |  |  |           |           |           |  |  |       |       |       |  |
|  |                       |                          | 5.                    | HC Slovan Bratislava   | 0  |                            |                            |              |  |  |           |           |           |  |  |       |       |       |  |

### Kvalifikációs fordulók
1. forduló
| 2024. március 11. 18:00 | HKM Zvolen | 2–3 (h.u.) (0–0, 0–2, 2–0) (h.u.: 0–1) | MHk 32 Liptovský Mikuláš | Zólyomi Jégcsarnok, Zólyom Nézőszám: 1618 |

| Jegyzőkönyv | Jegyzőkönyv               | Jegyzőkönyv                                                            | Jegyzőkönyv       | Jegyzőkönyv                                                                                                   |
| --- | ------------------------- | ---------------------------------------------------------------------- | ----------------- | --- |
| | John-Michael Jacob Kupsky | Kapusok                                                                | Alekszej Kaszikov | Játékvezetők: CRMAN, Filip, Bc. SNÁŠEL ml., Vladimír, Ing. Vonalbírók: OROLIN, Michal, Mgr. GEGÁŇ, Tomáš, Bc. |
| \| \| 0–1 \| 22:11 – Peter Hraško (Martin Kriška) \| \| \| 0–2 \| 29:11 – Aurel Nauš (Haralds Egle) \| \| Alec Maxwell Rauhauser (Matej Kašlík, Juraj Šiška) – 48:50 \| 1–2 \| \| \| Alexandre Frontin (Peter Zuzin, Daniel Gachulinec) – 56:11 \| 2–2 \| \| \| \| 2–3 \| 62:23 – Marland Everson Quince (Haralds Egle, Erik Mikael Ullman) (PP) \| |                           |                                                                        |                   | Játékvezetők: CRMAN, Filip, Bc. SNÁŠEL ml., Vladimír, Ing. Vonalbírók: OROLIN, Michal, Mgr. GEGÁŇ, Tomáš, Bc. |
| 10 perc | Büntetések                | 8 perc                                                                 |                   | Játékvezetők: CRMAN, Filip, Bc. SNÁŠEL ml., Vladimír, Ing. Vonalbírók: OROLIN, Michal, Mgr. GEGÁŇ, Tomáš, Bc. |
| 42 | Lövések                   | 36                                                                     |                   | Játékvezetők: CRMAN, Filip, Bc. SNÁŠEL ml., Vladimír, Ing. Vonalbírók: OROLIN, Michal, Mgr. GEGÁŇ, Tomáš, Bc. |
| | 0–1                       | 22:11 – Peter Hraško (Martin Kriška)                                   |                   | Játékvezetők: CRMAN, Filip, Bc. SNÁŠEL ml., Vladimír, Ing. Vonalbírók: OROLIN, Michal, Mgr. GEGÁŇ, Tomáš, Bc. |
| | 0–2                       | 29:11 – Aurel Nauš (Haralds Egle)                                      |                   | Játékvezetők: CRMAN, Filip, Bc. SNÁŠEL ml., Vladimír, Ing. Vonalbírók: OROLIN, Michal, Mgr. GEGÁŇ, Tomáš, Bc. |
| Alec Maxwell Rauhauser (Matej Kašlík, Juraj Šiška) – 48:50 | 1–2                       |                                                                        |                   | Játékvezetők: CRMAN, Filip, Bc. SNÁŠEL ml., Vladimír, Ing. Vonalbírók: OROLIN, Michal, Mgr. GEGÁŇ, Tomáš, Bc. |
| Alexandre Frontin (Peter Zuzin, Daniel Gachulinec) – 56:11 | 2–2                       |                                                                        |                   | |
| | 2–3                       | 62:23 – Marland Everson Quince (Haralds Egle, Erik Mikael Ullman) (PP) |                   | |

| 2024. március 11. 18:00 | HK Nitra | 5–2 (3–1, 2–1, 0–0) | HK Dukla Trenčín | Tipsport Aréna, Nyitra Nézőszám: 2 034 |

| Jegyzőkönyv | Jegyzőkönyv      | Jegyzőkönyv                                         | Jegyzőkönyv                       | Jegyzőkönyv                                                                                               |
| --- | ---------------- | --------------------------------------------------- | --------------------------------- | --- |
| | Sami Aittokallio | Kapusok                                             | David Borák Connor James LaCouvée | Játékvezetők: BALUŠKA, Vladimír, Ing. ŽÁK, Marek, Mgr. Vonalbírók: STANZEL, Matúš, Bc. KACEJ, Lukáš, Mgr. |
| \| Mikko Kousa (Patrick Newell, Miloš Bubela) – 03:28 \| 1–0 \| \| \| \| 1–1 \| 09:04 – Marek Hudec (Scott Conway, Filip Calle Ahl) \| \| Patrick Newell (Miloš Bubela, Robert Lockwood III Jackson) – 09:19 \| 2–1 \| \| \| Alex Cotton (Samuel Buček) (PP) – 15:35 \| 3–1 \| \| \| Sahir Gill (Alex Cotton) – 37:02 \| 4–1 \| \| \| Miloš Bubela (Marko Stacha, Robert Lockwood III Jackson) – 37:26 \| 5–1 \| \| \| \| 5–2 \| 38:30 – Phil Pietroniro (Matej Giľák) \| |                  |                                                     |                                   | Játékvezetők: BALUŠKA, Vladimír, Ing. ŽÁK, Marek, Mgr. Vonalbírók: STANZEL, Matúš, Bc. KACEJ, Lukáš, Mgr. |
| 4 perc | Büntetések       | 10 perc                                             |                                   | Játékvezetők: BALUŠKA, Vladimír, Ing. ŽÁK, Marek, Mgr. Vonalbírók: STANZEL, Matúš, Bc. KACEJ, Lukáš, Mgr. |
| 40 | Lövések          | 37                                                  |                                   | Játékvezetők: BALUŠKA, Vladimír, Ing. ŽÁK, Marek, Mgr. Vonalbírók: STANZEL, Matúš, Bc. KACEJ, Lukáš, Mgr. |
| Mikko Kousa (Patrick Newell, Miloš Bubela) – 03:28 | 1–0              |                                                     |                                   | Játékvezetők: BALUŠKA, Vladimír, Ing. ŽÁK, Marek, Mgr. Vonalbírók: STANZEL, Matúš, Bc. KACEJ, Lukáš, Mgr. |
| | 1–1              | 09:04 – Marek Hudec (Scott Conway, Filip Calle Ahl) |                                   | Játékvezetők: BALUŠKA, Vladimír, Ing. ŽÁK, Marek, Mgr. Vonalbírók: STANZEL, Matúš, Bc. KACEJ, Lukáš, Mgr. |
| Patrick Newell (Miloš Bubela, Robert Lockwood III Jackson) – 09:19 | 2–1              |                                                     |                                   | Játékvezetők: BALUŠKA, Vladimír, Ing. ŽÁK, Marek, Mgr. Vonalbírók: STANZEL, Matúš, Bc. KACEJ, Lukáš, Mgr. |
| Alex Cotton (Samuel Buček) (PP) – 15:35 | 3–1              |                                                     |                                   | |
| Sahir Gill (Alex Cotton) – 37:02 | 4–1              |                                                     |                                   | |
| Miloš Bubela (Marko Stacha, Robert Lockwood III Jackson) – 37:26 | 5–1              |                                                     |                                   | |
| | 5–2              | 38:30 – Phil Pietroniro (Matej Giľák)               |                                   | |

2. forduló
| 2024. március 12. 18:00 | HKM Zvolen | 7–6 (h.u.) (1–1, 5–2, 0–3) (h.u.: 1–0) | MHk 32 Liptovský Mikuláš | Zólyomi Jégcsarnok, Zólyom Nézőszám: 1549 |

| Jegyzőkönyv | Jegyzőkönyv                            | Jegyzőkönyv                                                            | Jegyzőkönyv                     | Jegyzőkönyv                                                                                        |
| --- | -------------------------------------- | ---------------------------------------------------------------------- | ------------------------------- | -------------------------------------------------------------------------------------------------- |
| | John-Michael Jacob Kupsky Adam Trenčan | Kapusok                                                                | Alekszej Kaszikov Roman Rychlík | Játékvezetők: OROLIN, Tomáš, Bc. KONC ml., Juraj Vonalbírók: KONC ml., Daniel, Mgr. HERCOG, Martin |
| \| Radovan Bondra (Cole Bradley Hults, Mitchell David Hults) (PP) – 12:06 \| 1–0 \| \| \| \| 1–1 \| 19:51 – Marland Everson Quince (Martin Reway, Erik Mikael Ullman) (PP) \| \| Mitchell David Hults (Jarid Dainius Lukosevicius, Marek Hecl) – 20:24 \| 2–1 \| \| \| Patrik Marcinek (Jozef Sládok, Alexandre Fortin) (PP) – 24:39 \| 3–1 \| \| \| Matej Kašlík – 34:55 \| 4–1 \| \| \| \| 4–2 \| 35:16 – Jakub Žilka (Jakub Sukeľ, Martin Kriška) \| \| Peter Zuzin (Matej Kašlík, Daniel Gachulinec)– 37:14 \| 5–2 \| \| \| \| 5–3 \| 39:05 – Aurel Nauš (Mathew Robert Berry) \| \| Alex Maxwell Rauhauser (Daniel Gachulinec, Jakub Kolenič – 39:34 \| 6–3 \| \| \| \| 6–4 \| 47:22 – Jakub Nespala (Frederik Fekiač) \| \| \| 6–5 \| 53:18 – Erik Mikael Ullman (Egle Haralds) (PP) \| \| \| 6–6 \| 59:16 – Mathew Robert Berry (PP) \| \| Alex Maxwell Rauhauser (Jarid Dainius Lukosevicius, Mitchell David Hults) – 64:23 \| 7–6 \| \| |                                        |                                                                        |                                 | Játékvezetők: OROLIN, Tomáš, Bc. KONC ml., Juraj Vonalbírók: KONC ml., Daniel, Mgr. HERCOG, Martin |
| 8 perc | Büntetések                             | 8 perc                                                                 |                                 | Játékvezetők: OROLIN, Tomáš, Bc. KONC ml., Juraj Vonalbírók: KONC ml., Daniel, Mgr. HERCOG, Martin |
| 41 | Lövések                                | 43                                                                     |                                 | Játékvezetők: OROLIN, Tomáš, Bc. KONC ml., Juraj Vonalbírók: KONC ml., Daniel, Mgr. HERCOG, Martin |
| Radovan Bondra (Cole Bradley Hults, Mitchell David Hults) (PP) – 12:06 | 1–0                                    |                                                                        |                                 | Játékvezetők: OROLIN, Tomáš, Bc. KONC ml., Juraj Vonalbírók: KONC ml., Daniel, Mgr. HERCOG, Martin |
| | 1–1                                    | 19:51 – Marland Everson Quince (Martin Reway, Erik Mikael Ullman) (PP) |                                 | Játékvezetők: OROLIN, Tomáš, Bc. KONC ml., Juraj Vonalbírók: KONC ml., Daniel, Mgr. HERCOG, Martin |
| Mitchell David Hults (Jarid Dainius Lukosevicius, Marek Hecl) – 20:24 | 2–1                                    |                                                                        |                                 | Játékvezetők: OROLIN, Tomáš, Bc. KONC ml., Juraj Vonalbírók: KONC ml., Daniel, Mgr. HERCOG, Martin |
| Patrik Marcinek (Jozef Sládok, Alexandre Fortin) (PP) – 24:39 | 3–1                                    |                                                                        |                                 | |
| Matej Kašlík – 34:55 | 4–1                                    |                                                                        |                                 | |
| | 4–2                                    | 35:16 – Jakub Žilka (Jakub Sukeľ, Martin Kriška)                       |                                 | |
| Peter Zuzin (Matej Kašlík, Daniel Gachulinec)– 37:14 | 5–2                                    |                                                                        |                                 | |
| | 5–3                                    | 39:05 – Aurel Nauš (Mathew Robert Berry)                               |                                 | |
| Alex Maxwell Rauhauser (Daniel Gachulinec, Jakub Kolenič – 39:34 | 6–3                                    |                                                                        |                                 | |
| | 6–4                                    | 47:22 – Jakub Nespala (Frederik Fekiač)                                |                                 | |
| | 6–5                                    | 53:18 – Erik Mikael Ullman (Egle Haralds) (PP)                         |                                 | |
| | 6–6                                    | 59:16 – Mathew Robert Berry (PP)                                       |                                 | |
| Alex Maxwell Rauhauser (Jarid Dainius Lukosevicius, Mitchell David Hults) – 64:23 | 7–6                                    |                                                                        |                                 | |

| 2024. március 12. 18:00 | HK Nitra | 3–4 (2–2, 1–1, 0–1) | HK Dukla Trenčín | Tipsport Aréna, Nyitra Nézőszám: 2 195 |

| Jegyzőkönyv | Jegyzőkönyv      | Jegyzőkönyv                                               | Jegyzőkönyv           | Jegyzőkönyv                                                                             |
| --- | ---------------- | --------------------------------------------------------- | --------------------- | --------------------------------------------------------------------------------------- |
| | Sami Aittokallio | Kapusok                                                   | Connor James LaCouvée | Játékvezetők: ŠTEFIK, Miroslav STANO, Peter, Ing. Vonalbírók: DURMIS, Oto KNIŽKA, Tomáš |
| \| \| 0–1 \| 04:00 – Rayen Petrovický (Matej Giľák, Scott Conway) (PP) \| \| \| 0–2 \| 04:38 – Peter Sojčík (Filip Calle Ahl) \| \| Robert Lockwood III Jackson (František Gajdoš, Miloš Bubela) – 11:05 \| 1–2 \| \| \| Tomáš Hrnka (Tomáš Pobežal, Alex Cotton) – 15:39 \| 2–2 \| \| \| Jakub Lacka (Tomáš Hrnka) – 31:30 \| 3–2 \| \| \| \| 3–3 \| 32:12 – Tor Erik Eriksson Immo \| \| \| 3–4 \| 47:47 – Šimon Petráš (Scott Conway) \| |                  |                                                           |                       | Játékvezetők: ŠTEFIK, Miroslav STANO, Peter, Ing. Vonalbírók: DURMIS, Oto KNIŽKA, Tomáš |
| 6 perc | Büntetések       | 6 perc                                                    |                       | Játékvezetők: ŠTEFIK, Miroslav STANO, Peter, Ing. Vonalbírók: DURMIS, Oto KNIŽKA, Tomáš |
| 33 | Lövések          | 32                                                        |                       | Játékvezetők: ŠTEFIK, Miroslav STANO, Peter, Ing. Vonalbírók: DURMIS, Oto KNIŽKA, Tomáš |
| | 0–1              | 04:00 – Rayen Petrovický (Matej Giľák, Scott Conway) (PP) |                       | Játékvezetők: ŠTEFIK, Miroslav STANO, Peter, Ing. Vonalbírók: DURMIS, Oto KNIŽKA, Tomáš |
| | 0–2              | 04:38 – Peter Sojčík (Filip Calle Ahl)                    |                       | Játékvezetők: ŠTEFIK, Miroslav STANO, Peter, Ing. Vonalbírók: DURMIS, Oto KNIŽKA, Tomáš |
| Robert Lockwood III Jackson (František Gajdoš, Miloš Bubela) – 11:05 | 1–2              |                                                           |                       | Játékvezetők: ŠTEFIK, Miroslav STANO, Peter, Ing. Vonalbírók: DURMIS, Oto KNIŽKA, Tomáš |
| Tomáš Hrnka (Tomáš Pobežal, Alex Cotton) – 15:39 | 2–2              |                                                           |                       |                                                                                         |
| Jakub Lacka (Tomáš Hrnka) – 31:30 | 3–2              |                                                           |                       |                                                                                         |
| | 3–3              | 32:12 – Tor Erik Eriksson Immo                            |                       |                                                                                         |
| | 3–4              | 47:47 – Šimon Petráš (Scott Conway)                       |                       |                                                                                         |

3. forduló
| 2024. március 14. 18:00 | MHk 32 Liptovský Mikuláš | 4–7 (3–0, 0–4, 1–3) | HKM Zvolen | Liptószentmiklósi Jégcsarnok, Liptószentmiklós Nézőszám: 1787 |

| Jegyzőkönyv | Jegyzőkönyv                     | Jegyzőkönyv                                                             | Jegyzőkönyv                            | Jegyzőkönyv                                                                                       |
| --- | ------------------------------- | ----------------------------------------------------------------------- | -------------------------------------- | ------------------------------------------------------------------------------------------------- |
| | Alekszej Kaszikov Roman Rychlík | Kapusok                                                                 | John-Michael Jacob Kupsky Adam Trenčan | Játékvezetők: HRONSKÝ, Tomáš, Ing. ŠTEFIK, Miroslav Vonalbírók: DURMIS, Oto FRIMMEL, Róbert, PhDr |
| \| Jakub Žilka (Jakub Sukeľ, Martin Kriška) – 08:03 \| 1–0 \| \| \| Alexander Avtsin (Peter Hraško) – 08:33 \| 2–0 \| \| \| Erik Mikael Ullman (Marland Everson Quince, Alexander Avtsin) – 19:04 \| 3–0 \| \| \| \| 3–1 \| 21:17 – Mitchell David Hults (Jarid Dainius Lukosevicius, Dávid Mudrák) \| \| \| 3–2 \| 23:33 – Juraj Šiška (Dávid Mudrák, Cole Bradley Hults) \| \| \| 3–3 \| 29:18 – Karol Csányi (Jakub Kolenič, Patrik Marcinek) \| \| \| 3–4 \| 33:43 – Matej Kašlík (Jozef Sládok, Peter Zuzin) \| \| \| 3–5 \| 43:37 – Mitchell David Hults (Marek Hecl, Dávid Mudrák) \| \| Erik Mikael Ullman (Martin Reway) (PP) – 45:18 \| 4–5 \| \| \| \| 4–6 \| 52:28 – Patrik Marcinek (Marek Hecl) \| \| \| 4–7 \| 58:07 – Patrik Marcinek (Karol Csányi, Samuel Hain \| |                                 |                                                                         |                                        | Játékvezetők: HRONSKÝ, Tomáš, Ing. ŠTEFIK, Miroslav Vonalbírók: DURMIS, Oto FRIMMEL, Róbert, PhDr |
| 4 perc | Büntetések                      | 2 perc                                                                  |                                        | Játékvezetők: HRONSKÝ, Tomáš, Ing. ŠTEFIK, Miroslav Vonalbírók: DURMIS, Oto FRIMMEL, Róbert, PhDr |
| 28 | Lövések                         | 37                                                                      |                                        | Játékvezetők: HRONSKÝ, Tomáš, Ing. ŠTEFIK, Miroslav Vonalbírók: DURMIS, Oto FRIMMEL, Róbert, PhDr |
| Jakub Žilka (Jakub Sukeľ, Martin Kriška) – 08:03 | 1–0                             |                                                                         |                                        | Játékvezetők: HRONSKÝ, Tomáš, Ing. ŠTEFIK, Miroslav Vonalbírók: DURMIS, Oto FRIMMEL, Róbert, PhDr |
| Alexander Avtsin (Peter Hraško) – 08:33 | 2–0                             |                                                                         |                                        | Játékvezetők: HRONSKÝ, Tomáš, Ing. ŠTEFIK, Miroslav Vonalbírók: DURMIS, Oto FRIMMEL, Róbert, PhDr |
| Erik Mikael Ullman (Marland Everson Quince, Alexander Avtsin) – 19:04 | 3–0                             |                                                                         |                                        | Játékvezetők: HRONSKÝ, Tomáš, Ing. ŠTEFIK, Miroslav Vonalbírók: DURMIS, Oto FRIMMEL, Róbert, PhDr |
| | 3–1                             | 21:17 – Mitchell David Hults (Jarid Dainius Lukosevicius, Dávid Mudrák) |                                        |                                                                                                   |
| | 3–2                             | 23:33 – Juraj Šiška (Dávid Mudrák, Cole Bradley Hults)                  |                                        |                                                                                                   |
| | 3–3                             | 29:18 – Karol Csányi (Jakub Kolenič, Patrik Marcinek)                   |                                        |                                                                                                   |
| | 3–4                             | 33:43 – Matej Kašlík (Jozef Sládok, Peter Zuzin)                        |                                        |                                                                                                   |
| | 3–5                             | 43:37 – Mitchell David Hults (Marek Hecl, Dávid Mudrák)                 |                                        |                                                                                                   |
| Erik Mikael Ullman (Martin Reway) (PP) – 45:18 | 4–5                             |                                                                         |                                        |                                                                                                   |
| | 4–6                             | 52:28 – Patrik Marcinek (Marek Hecl)                                    |                                        |                                                                                                   |
| | 4–7                             | 58:07 – Patrik Marcinek (Karol Csányi, Samuel Hain                      |                                        |                                                                                                   |

| 2024. március 14. 18:00 | HK Dukla Trenčín | 3–2 (0–1, 1–0, 2–1) | HK Nitra | Pavol Demitra Jégcsarnok, Trencsén Nézőszám: 4 119 |

| Jegyzőkönyv | Jegyzőkönyv           | Jegyzőkönyv                                                         | Jegyzőkönyv      | Jegyzőkönyv                                                                                         |
| --- | --------------------- | ------------------------------------------------------------------- | ---------------- | --------------------------------------------------------------------------------------------------- |
| | Connor James LaCouvée | Kapusok                                                             | Sami Aittokallio | Játékvezetők: OROLIN, Tomáš, Bc. ŽÁK, Marek, Mgr. Vonalbírók: STANZEL, Matúš, Bc. GEGÁŇ, Tomáš, Bc. |
| \| \| 0–1 \| 12:26 – Samuel Buček (Sahir Gill, Alex Cotton) \| \| Tor Erik Eriksson Immo (Phil Pietroniro) (PP) – 39:54 \| 1–1 \| \| \| \| 1–2 \| 46:46 – Jakub Lacka (Tomáš Hrnka, Robert Lockwood III Jackson) (PP) \| \| Filip Calle Ahl (Šimon Petráš) (PP) – 53:28 \| 2–2 \| \| \| Filip Calle Ahl (Jonathan Charbonneau) (PP) – 55:04 \| 3–2 \| \| |                       |                                                                     |                  | Játékvezetők: OROLIN, Tomáš, Bc. ŽÁK, Marek, Mgr. Vonalbírók: STANZEL, Matúš, Bc. GEGÁŇ, Tomáš, Bc. |
| 6 perc | Büntetések            | 12 perc                                                             |                  | Játékvezetők: OROLIN, Tomáš, Bc. ŽÁK, Marek, Mgr. Vonalbírók: STANZEL, Matúš, Bc. GEGÁŇ, Tomáš, Bc. |
| 37 | Lövések               | 42                                                                  |                  | Játékvezetők: OROLIN, Tomáš, Bc. ŽÁK, Marek, Mgr. Vonalbírók: STANZEL, Matúš, Bc. GEGÁŇ, Tomáš, Bc. |
| | 0–1                   | 12:26 – Samuel Buček (Sahir Gill, Alex Cotton)                      |                  | Játékvezetők: OROLIN, Tomáš, Bc. ŽÁK, Marek, Mgr. Vonalbírók: STANZEL, Matúš, Bc. GEGÁŇ, Tomáš, Bc. |
| Tor Erik Eriksson Immo (Phil Pietroniro) (PP) – 39:54 | 1–1                   |                                                                     |                  | Játékvezetők: OROLIN, Tomáš, Bc. ŽÁK, Marek, Mgr. Vonalbírók: STANZEL, Matúš, Bc. GEGÁŇ, Tomáš, Bc. |
| | 1–2                   | 46:46 – Jakub Lacka (Tomáš Hrnka, Robert Lockwood III Jackson) (PP) |                  | Játékvezetők: OROLIN, Tomáš, Bc. ŽÁK, Marek, Mgr. Vonalbírók: STANZEL, Matúš, Bc. GEGÁŇ, Tomáš, Bc. |
| Filip Calle Ahl (Šimon Petráš) (PP) – 53:28 | 2–2                   |                                                                     |                  | |
| Filip Calle Ahl (Jonathan Charbonneau) (PP) – 55:04 | 3–2                   |                                                                     |                  | |

4. forduló
| 2024. március 15. 18:00 | MHk 32 Liptovský Mikuláš | 5–1 (2–1, 2–0, 1–0) | HKM Zvolen | Liptószentmiklósi Jégcsarnok, Liptószentmiklós Nézőszám: 1451 |

| Jegyzőkönyv | Jegyzőkönyv       | Jegyzőkönyv                                                           | Jegyzőkönyv               | Jegyzőkönyv                                                                                     |
| --- | ----------------- | --------------------------------------------------------------------- | ------------------------- | ----------------------------------------------------------------------------------------------- |
| | Alekszej Kaszikov | Kapusok                                                               | John-Michael Jacob Kupsky | Játékvezetők: NOVÁK, Milan, Ing. CRMAN, Filip, Bc. Vonalbírók: BOGDAŇ, Andrej, Ing. DURMIS, Oto |
| \| Mathew Robert Berry (Lukáš Lalík, Filip Mezovský – 03:40 \| 1–0 \| \| \| \| 1–1 \| 04:06 – Mitchell David Hults (Jarid Dainius Lukosevicius, Marek Hecl) \| \| Alexander Avtsin (Martin Reway, Marland Everson Quince) – 08:16 \| 2–1 \| \| \| Haralds Egle (Mathew Robert Berry, Martin Reway) – 25:11 \| 3–1 \| \| \| Peter Hraško – 27:46 \| 4–1 \| \| \| Marland Everson Quince (Martin Reway, Alexander Avtsin) – 57:52 \| 5–1 \| \| |                   |                                                                       |                           | Játékvezetők: NOVÁK, Milan, Ing. CRMAN, Filip, Bc. Vonalbírók: BOGDAŇ, Andrej, Ing. DURMIS, Oto |
| 4 perc | Büntetések        | 10 perc                                                               |                           | Játékvezetők: NOVÁK, Milan, Ing. CRMAN, Filip, Bc. Vonalbírók: BOGDAŇ, Andrej, Ing. DURMIS, Oto |
| 36 | Lövések           | 28                                                                    |                           | Játékvezetők: NOVÁK, Milan, Ing. CRMAN, Filip, Bc. Vonalbírók: BOGDAŇ, Andrej, Ing. DURMIS, Oto |
| Mathew Robert Berry (Lukáš Lalík, Filip Mezovský – 03:40 | 1–0               |                                                                       |                           | Játékvezetők: NOVÁK, Milan, Ing. CRMAN, Filip, Bc. Vonalbírók: BOGDAŇ, Andrej, Ing. DURMIS, Oto |
| | 1–1               | 04:06 – Mitchell David Hults (Jarid Dainius Lukosevicius, Marek Hecl) |                           | Játékvezetők: NOVÁK, Milan, Ing. CRMAN, Filip, Bc. Vonalbírók: BOGDAŇ, Andrej, Ing. DURMIS, Oto |
| Alexander Avtsin (Martin Reway, Marland Everson Quince) – 08:16 | 2–1               |                                                                       |                           | Játékvezetők: NOVÁK, Milan, Ing. CRMAN, Filip, Bc. Vonalbírók: BOGDAŇ, Andrej, Ing. DURMIS, Oto |
| Haralds Egle (Mathew Robert Berry, Martin Reway) – 25:11 | 3–1               |                                                                       |                           |                                                                                                 |
| Peter Hraško – 27:46 | 4–1               |                                                                       |                           |                                                                                                 |
| Marland Everson Quince (Martin Reway, Alexander Avtsin) – 57:52 | 5–1               |                                                                       |                           |                                                                                                 |

| 2024. március 15. 18:00 | HK Dukla Trenčín | 4–5 (1–1, 1–1, 2–3) | HK Nitra | Pavol Demitra Jégcsarnok, Trencsén Nézőszám: 5 236 |

| Jegyzőkönyv | Jegyzőkönyv           | Jegyzőkönyv                                                  | Jegyzőkönyv      | Jegyzőkönyv |
| --- | --------------------- | ------------------------------------------------------------ | ---------------- | --- |
| | Connor James LaCouvée | Kapusok                                                      | Sami Aittokallio | Játékvezetők: GOGA, Vladimír, doc. Ing., PhD. SNÁŠEL ml., Vladimír, Ing. Vonalbírók: KNIŽKA, Tomáš KACEJ, Lukáš, Mgr. |
| \| \| 0–1 \| 13:20 – Samuel Buček (PS) \| \| Jonathan Charbonneau (Peter Sojčík) – 16:47 \| 1–1 \| \| \| \| 1–2 \| 22:10 – Tomáš Hrnka (František Gajdoš, Mikko Kousa) \| \| Phil Pietroniro (Tor Erik Eriksson Immo, Filip Calle Ahl) (PP) – 36:47 \| 2–2 \| \| \| \| 2–3 \| 47:37 – Miloš Bubela (Jakub Lacka, Mikko Kousa) (PP) \| \| \| 2–4 \| 48:03 – Sebastián Čederle (Mikko Kousa, Patrick Newell) (PP) \| \| \| 2–5 \| 48:38 – Filip Bajtek (Robert Lockwood III Jackson) (PP) \| \| Jonathan Charbonneau (Matej Giľák, Filip Calle Ahl) (PP) – 54:55 \| 3–5 \| \| \| Šimon Petráš (Phil Pietroniro, Jozef Baláž) – 55:24 \| 4–5 \| \| |                       |                                                              |                  | Játékvezetők: GOGA, Vladimír, doc. Ing., PhD. SNÁŠEL ml., Vladimír, Ing. Vonalbírók: KNIŽKA, Tomáš KACEJ, Lukáš, Mgr. |
| 6 perc | Büntetések            | 11 perc                                                      |                  | Játékvezetők: GOGA, Vladimír, doc. Ing., PhD. SNÁŠEL ml., Vladimír, Ing. Vonalbírók: KNIŽKA, Tomáš KACEJ, Lukáš, Mgr. |
| 38 | Lövések               | 30                                                           |                  | Játékvezetők: GOGA, Vladimír, doc. Ing., PhD. SNÁŠEL ml., Vladimír, Ing. Vonalbírók: KNIŽKA, Tomáš KACEJ, Lukáš, Mgr. |
| | 0–1                   | 13:20 – Samuel Buček (PS)                                    |                  | Játékvezetők: GOGA, Vladimír, doc. Ing., PhD. SNÁŠEL ml., Vladimír, Ing. Vonalbírók: KNIŽKA, Tomáš KACEJ, Lukáš, Mgr. |
| Jonathan Charbonneau (Peter Sojčík) – 16:47 | 1–1                   |                                                              |                  | Játékvezetők: GOGA, Vladimír, doc. Ing., PhD. SNÁŠEL ml., Vladimír, Ing. Vonalbírók: KNIŽKA, Tomáš KACEJ, Lukáš, Mgr. |
| | 1–2                   | 22:10 – Tomáš Hrnka (František Gajdoš, Mikko Kousa)          |                  | Játékvezetők: GOGA, Vladimír, doc. Ing., PhD. SNÁŠEL ml., Vladimír, Ing. Vonalbírók: KNIŽKA, Tomáš KACEJ, Lukáš, Mgr. |
| Phil Pietroniro (Tor Erik Eriksson Immo, Filip Calle Ahl) (PP) – 36:47 | 2–2                   |                                                              |                  | |
| | 2–3                   | 47:37 – Miloš Bubela (Jakub Lacka, Mikko Kousa) (PP)         |                  | |
| | 2–4                   | 48:03 – Sebastián Čederle (Mikko Kousa, Patrick Newell) (PP) |                  | |
| | 2–5                   | 48:38 – Filip Bajtek (Robert Lockwood III Jackson) (PP)      |                  | |
| Jonathan Charbonneau (Matej Giľák, Filip Calle Ahl) (PP) – 54:55 | 3–5                   |                                                              |                  | |
| Šimon Petráš (Phil Pietroniro, Jozef Baláž) – 55:24 | 4–5                   |                                                              |                  | |

5. forduló
| 2024. március 17. 18:00 | HKM Zvolen | 6–2 (1–0, 3–2, 2–0) | MHk 32 Liptovský Mikuláš | Zólyomi Jégcsarnok, Zólyom Nézőszám: 2 195 |

| Jegyzőkönyv | Jegyzőkönyv               | Jegyzőkönyv                                          | Jegyzőkönyv       | Jegyzőkönyv                                                                                                 |
| --- | ------------------------- | ---------------------------------------------------- | ----------------- | --- |
| | John-Michael Jacob Kupsky | Kapusok                                              | Alekszej Kaszikov | Játékvezetők: BALUŠKA, Vladimír, Ing. ŽÁK, Marek, Mgr. Vonalbírók: STANZEL, Matúš, Bc. BOGDAŇ, Andrej, Ing. |
| \| Matej Kašlík (Marek Hecl, Juraj Šiška) – 18:34 \| 1–0 \| \| \| Marek Hecl (Matej Kašlík, Juraj Šiška) – 20:12 \| 2–0 \| \| \| Marek Hecl – 20:54 \| 3–0 \| \| \| Jarid Dainius Lukosevicius (Alexandre Fortin) – 21:30 \| 4–0 \| \| \| \| 4–1 \| 26:45 – Jakub Sukeľ (Peter Hraško, Alexander Avtsin) \| \| \| 4–2 \| 30:57 – Alexander Avtsin (Martin Reway) \| \| Jarid Dainius Lukosevicius (Mitchell David Hults, Cole Bradley Hults) (PP) – 41:27 \| 5–2 \| \| \| Patrik Marcinek (Daniel Gachulinec, Marek Viedenský) – 53:36 \| 6–2 \| \| |                           |                                                      |                   | Játékvezetők: BALUŠKA, Vladimír, Ing. ŽÁK, Marek, Mgr. Vonalbírók: STANZEL, Matúš, Bc. BOGDAŇ, Andrej, Ing. |
| 2 perc | Büntetések                | 8 perc                                               |                   | Játékvezetők: BALUŠKA, Vladimír, Ing. ŽÁK, Marek, Mgr. Vonalbírók: STANZEL, Matúš, Bc. BOGDAŇ, Andrej, Ing. |
| 33 | Lövések                   | 26                                                   |                   | Játékvezetők: BALUŠKA, Vladimír, Ing. ŽÁK, Marek, Mgr. Vonalbírók: STANZEL, Matúš, Bc. BOGDAŇ, Andrej, Ing. |
| Matej Kašlík (Marek Hecl, Juraj Šiška) – 18:34 | 1–0                       |                                                      |                   | Játékvezetők: BALUŠKA, Vladimír, Ing. ŽÁK, Marek, Mgr. Vonalbírók: STANZEL, Matúš, Bc. BOGDAŇ, Andrej, Ing. |
| Marek Hecl (Matej Kašlík, Juraj Šiška) – 20:12 | 2–0                       |                                                      |                   | Játékvezetők: BALUŠKA, Vladimír, Ing. ŽÁK, Marek, Mgr. Vonalbírók: STANZEL, Matúš, Bc. BOGDAŇ, Andrej, Ing. |
| Marek Hecl – 20:54 | 3–0                       |                                                      |                   | Játékvezetők: BALUŠKA, Vladimír, Ing. ŽÁK, Marek, Mgr. Vonalbírók: STANZEL, Matúš, Bc. BOGDAŇ, Andrej, Ing. |
| Jarid Dainius Lukosevicius (Alexandre Fortin) – 21:30 | 4–0                       |                                                      |                   | |
| | 4–1                       | 26:45 – Jakub Sukeľ (Peter Hraško, Alexander Avtsin) |                   | |
| | 4–2                       | 30:57 – Alexander Avtsin (Martin Reway)              |                   | |
| Jarid Dainius Lukosevicius (Mitchell David Hults, Cole Bradley Hults) (PP) – 41:27 | 5–2                       |                                                      |                   | |
| Patrik Marcinek (Daniel Gachulinec, Marek Viedenský) – 53:36 | 6–2                       |                                                      |                   | |

| 2024. március 17. 17:00 | HK Nitra | 5–1 (2–0, 1–1, 2–0) | HK Dukla Trenčín | Tipsport Aréna, Nyitra Nézőszám: 3 480 |

| Jegyzőkönyv | Jegyzőkönyv      | Jegyzőkönyv                                              | Jegyzőkönyv                       | Jegyzőkönyv                                                                                 |
| --- | ---------------- | -------------------------------------------------------- | --------------------------------- | ------------------------------------------------------------------------------------------- |
| | Sami Aittokallio | Kapusok                                                  | David Borák Connor James LaCouvée | Játékvezetők: ŠTEFIK, Miroslav STANO, Peter, Ing. Vonalbírók: DURMIS, Oto GEGÁŇ, Tomáš, Bc. |
| \| Dávid Okoličány (Sahir Gill, Matej Bača) – 08:54 \| 1–0 \| \| \| Filip Bajtek (Marko Stacha, Dávid Okoličány) – 11:00 \| 2–0 \| \| \| Patrick Newell (Robert Lockwood III Jackson) – 24:05 \| 3–0 \| \| \| \| 3–1 \| 27:23 – Darien Justin Kielb (Šimon Petráš, Samuel Kupec) \| \| Robert Lockwood III Jackson (Sahir Gill, Samuel Buček) – 50:33 \| 4–1 \| \| \| Samuel Buček (Marko Stacha) – 52:13 \| 5–1 \| \| |                  |                                                          |                                   | Játékvezetők: ŠTEFIK, Miroslav STANO, Peter, Ing. Vonalbírók: DURMIS, Oto GEGÁŇ, Tomáš, Bc. |
| 4 perc | Büntetések       | 10 perc                                                  |                                   | Játékvezetők: ŠTEFIK, Miroslav STANO, Peter, Ing. Vonalbírók: DURMIS, Oto GEGÁŇ, Tomáš, Bc. |
| 38 | Lövések          | 23                                                       |                                   | Játékvezetők: ŠTEFIK, Miroslav STANO, Peter, Ing. Vonalbírók: DURMIS, Oto GEGÁŇ, Tomáš, Bc. |
| Dávid Okoličány (Sahir Gill, Matej Bača) – 08:54 | 1–0              |                                                          |                                   | Játékvezetők: ŠTEFIK, Miroslav STANO, Peter, Ing. Vonalbírók: DURMIS, Oto GEGÁŇ, Tomáš, Bc. |
| Filip Bajtek (Marko Stacha, Dávid Okoličány) – 11:00 | 2–0              |                                                          |                                   | Játékvezetők: ŠTEFIK, Miroslav STANO, Peter, Ing. Vonalbírók: DURMIS, Oto GEGÁŇ, Tomáš, Bc. |
| Patrick Newell (Robert Lockwood III Jackson) – 24:05 | 3–0              |                                                          |                                   | Játékvezetők: ŠTEFIK, Miroslav STANO, Peter, Ing. Vonalbírók: DURMIS, Oto GEGÁŇ, Tomáš, Bc. |
| | 3–1              | 27:23 – Darien Justin Kielb (Šimon Petráš, Samuel Kupec) |                                   |                                                                                             |
| Robert Lockwood III Jackson (Sahir Gill, Samuel Buček) – 50:33 | 4–1              |                                                          |                                   |                                                                                             |
| Samuel Buček (Marko Stacha) – 52:13 | 5–1              |                                                          |                                   |                                                                                             |

## Helyezések
| Helyezés | Csapat                     | Eredmény                                 |
| -------- | -------------------------- | ---------------------------------------- |
| 1.       | HK Nitra                   | Szlovák bajnok                           |
| 2.       | HK Spišská Nová Ves        | 2. hely                                  |
| 3.       | HK Dukla Ingema Michalovce | 3. hely                                  |
| 4.       | HC Košice                  | Vesztett az elődöntőben                  |
| 5.       | HK Poprad                  | Vesztett a negyeddöntőben                |
| 6.       | HC Slovan Bratislava       | Vesztett a negyeddöntőben                |
| 7.       | HC ’05 Banská Bystrica     | Vesztett a negyeddöntőben                |
| 8.       | HKM Zvolen                 | Vesztett a negyeddöntőben                |
| 9.       | HK Dukla Trenčín           | Vesztett a kvalifikációs fordulóban      |
| 10.      | MHk 32 Liptovský Mikuláš   | Vesztett a kvalifikációs fordulóban      |
| 11.      | HC Mikron Nové Zámky       | Nem jutott be a rájátszásba              |
| 12.      | HC 19 Humenné              | Kiesés a TIPOS Slovenská hokejová ligába |

## Nézettség
A liga alapszakaszának az átlagos nézőszáma 2 685 fő volt. A bajnokság csapatainak átlagos nézőszámai:
| Helyezés | Csapat                     | Átlagos nézőszám | Átlagos nézőszám | Átlagos nézőszám |
| Helyezés | Csapat                     | 2023-24          | 2022-23          | Változás         |
| -------- | -------------------------- | ---------------- | ---------------- | ---------------- |
| 1.       | HC Slovan Bratislava       | 4 802            | 4 603            | +4,32%           |
| 2.       | HC Košice                  | 4 216            | 2 738            | +53,98%          |
| 3        | HK Spišská Nová Ves        | 3 128            | 2 755            | +13,54%          |
| 4.       | HK Dukla Ingema Michalovce | 2 958            | 2 598            | +13,86%          |
| 5.       | HK Nitra                   | 2 920            | 2 414            | +20,96%          |
| 6.       | HK Poprad                  | 2 396            | 1 659            | +44,42%          |
| 7.       | HKM Zvolen                 | 2 220            | 2 052            | +8,19%           |
| 8.       | HC ’05 Banská Bystrica     | 2 208            | 2 178            | +1,38%           |
| 9.       | HK Dukla Trenčín           | 2 196            | 2 052            | +7,02%           |
| 10.      | HC 19 Humenné              | 2 086            | -                | -                |
| 11.      | HC Mikron Nové Zámky       | 1970             | 2 414            | -18,39%          |
| 12.      | MHk 32 Liptovský Mikuláš   | 1124             | 1006             | +11,73           |

## Díjak

### Kristálykorong díj
| Szeptember              | Október               | November                   | December                    | Január               | Február                   | Március              | Végső nyertes |
| ----------------------- | --------------------- | -------------------------- | --------------------------- | -------------------- | ------------------------- | -------------------- | ------------- |
| Filip Krivošík (Košice) | Tomáš Pobežal (Nitra) | Chase Pearson (Michalovce) | Mitchell Heard (Michalovce) | Alex Breton (Košice) | Sebastian Čederle (Nitra) | Samuel Buček (Nitra) |               |

### A hónap játékosa díj
| Szeptember | Október | November | December                           | Január                   | Február              | Március |
| ---------- | ------- | -------- | ---------------------------------- | ------------------------ | -------------------- | ------- |
|            |         |          | Igor Merežko (HK Spišská Nová Ves) | Ryan Dmowski (HK Poprad) | Vay Ádám (HK Poprad) |         |

## All Star Legendy
Az All Star Legendy gálamérkőzés 2024. február 11-én került megrendezésre a kassai Steel Arénában, aminek keretében a szlovák jégkorongbajnokság visszavonult legjobb játékosai mérkőztek meg egymással egy nyugati és egy keleti országrészt képviselő csoportban. A jégkorongmérkőzés eredménye mellett ügyességi játékokat játszottak, amivel további pontokat lehetett gyűjteni. A gálát a nyugati csapat nyerte 16:10-es összesítésben.